# Edward Lawry Norton
Edward Lawry Norton (Rockland (Maine), 28 juli 1898 – Chatham (New Jersey), 28 januari 1983) was een Amerikaans elektrotechnisch ingenieur bij Bell Labs die bekendheid kreeg door de stelling van Norton voor berekeningen van een elektrisch netwerk.